# Thời lớn mạnh của Đế quốc Ottoman

## Các cuộc nổi dậy và phục hồi (1566-1683)

### Selim II - Hoàng đế bóng mờ
Sokollu Mehmed Pasha là Tể tướng của Suleyman. Ông trở thành kẻ trị vì thực thụ của đế quốc trong triều đại Selim II. Ông chết năm 1579.

### Murad IV
Murad IV là sultan của Đế quốc Ottoman từ năm 1623 đến 1640, được biết về sự tàn bạo trong công cuộc xây dựng lại chính quyền. Triều đại Murad IV được biết đến bởi cuộc chiến với Ba Tư, quân Ottoman chiếm Tabriz, Hamadan, Azerbaijan và cả chiến thắng lớn cuối cùng của quân đội Ottoman, hạ thành Bagdad năm 1638. Murad IV còn cầm quân chinh phạt Lưỡng Hà.